# Jagrehnia gestroiana
Jagrehnia gestroiana är en kackerlacksart som först beskrevs av Henri Saussure 1895.  Jagrehnia gestroiana ingår i släktet Jagrehnia och familjen jättekackerlackor. Inga underarter finns listade i Catalogue of Life.